# Marvel Snap
Marvel Snap è un videogioco di strategia sviluppato da Second Dinner e pubblicato nel 2022 per Android, iOS e Microsoft Windows basato sui fumetti Marvel.

## Gameplay
Due giocatori si sfidano utilizzando un mazzo composto da 12 carte ciascuno. Ogni carta raffigura un personaggio Marvel, ognuno dei quali ha costo, denominato energia, potenza e, all'occorrenza, un'abilità speciale. Il campo di gioco è diviso in tre posizioni (destra, centro e sinistra), ogni round i giocatori possono aggiungere, a propria scelta, una o più carte a faccia in giù in una delle tre posizioni. Ognuna delle tre posizioni, chiamati campi, possiede un'abilità differente, assegnata in maniera casuale. Alla fine di ogni round vengono rivelate le carte e si attivano le abilità speciali. Chiunque abbia il potere più alto in una determinata posizione, vince quella posizione. Lo scopo del gioco è vincere due delle tre posizioni. Il gioco dura sei round, ognuno dei quali fornisce un'energia crescente per giocare carte più potenti.Nel caso in cui, entrambi i giocatori hanno vinto su un determinato campo, ma il terzo campo invece si trova con un potere equivalente per i giocatori, viene considerato vincente il giocatore il quale possiede una differenza di potere, nel campo su cui ha vinto, superiore alla differenza di potere del campo del suo avversario.

## Modalità di gioco

### Classificata
Prevede partite uno contro uno in cui un giocatore gareggia contro un avversario umano selezionato casualmente. In questa modalità, ogni giocatore può creare il proprio mazzo da 12 carte utilizzando quelle a sua disposizione, ovvero quelle sbloccate fino a quel momento. Ogni partita vinta consente al giocatore di salire di grado all'interno della classifica e di sbloccare una vastità di premi, tuttavia, una sconfitta fa perdere punti al giocatore. All'inizio di ogni mese, la stagione classificata si conclude, determinando un reset del grado stagionale di un giocatore. Ogni giocatore perde un totale di 30 gradi, arrotondati per difetto al multiplo di 10 più vicino.

### Battaglia
Consente ai giocatori di competere contro gli amici invitandoli a battaglie private.

### Conquista[3]
Questa modalità incorpora lo stile di gioco della modalità Battaglia e introduce un proprio sistema di classificazione sotto forma di leghe. Questa modalità è formata da quattro livelli, divisi per difficoltà crescente:
- Terreno di Prova: è aperto a tutti gratuitamente. I giocatori che ne prendono parte, possono ottenere un biglietto argento sconfiggendo una serie di avversari consecutivi.
- Argento: è possibile accedervi tramite la vittoria di un biglietto d’argento o pagando 80 monete d’oro. I giocatori che ne prendono parte, possono ottenere un biglietto oro sconfiggendo una serie di avversari consecutivi.
- Oro: è possibile accedervi tramite la vittoria di un biglietto d’oro o 200 monete d’oro. I giocatori che ne prendono parte, possono ottenere un biglietto infinito sconfiggendo una serie di avversari consecutivi.
- Infinito: è possibile accedervi tramite la vittoria di un biglietto infinito o 500 monete d’oro.

## Sviluppo
Marvel Snap è stato realizzato da Second Dinner, uno studio creato da Ben Brode, sviluppatore di Hearthstone.
Prima della pubblicazione, è stata resa disponibile una closed beta. Le critiche dei giocatori hanno spinto gli sviluppatori a rimuovere la funzionalità Nexus Event.